# Cadavrexquis
Ne doit pas être confondu avec Cadavre exquis.
Albums de Amanda Lear
Tant qu’il y aura des hommes (album) Alter Ego
Cadavrexquis est le dixième album studio d'Amanda Lear sorti en France en 1993.

## Titres
- "Fantasy" (Single Version) (A. Lear, H. Reith, C. Caba Kroll) - 3:55
- "Sacrilege" (A. Lear, O. Brochart, I. MaeRam's) - 3:27
- "Speak Of The Devil" (A. Lear, O. Brochart, I. MaeRam's) - 3:15
- "Fashion Pack" (A. Lear, A. Monn) - 4:52
- "Time To Change" (A. Lear, O. Brochart, I. MaeRam's) - 3:40
- "What A Boy" (A. Lear, O. Brochart, I. MaeRam's) - 3:23
- "Follow Me" (A. Lear, A. Monn) - 3:50
- "Loving" (A. Lear, D. Laloue) - 3:42
- "Lili Marleen" (N. Schulze, H. Leipe, T. Connor) - 4:28
- "Fantasy" (Long Version) (A. Lear, H. Reith, C. Caba Kroll) - 6:18

## Anecdotes
La jaquette de la cassette indique la même liste de titres que le CD partagée en deux, 5 titres par face. En réalité la liste imprimée sur chaque côté de la cassette est différente, et en fait aucune n'est exacte, car la cassette ne contient que 8 titres, dont deux titres cachés introuvables à ce jour sur quelque autre support, à savoir "Voluptas" interprété en latin, et un autre dont le titre est "Sixties Survivor (Glad To Be Alive)" (Compositeur : Eric Laloue). (Source:SACEM)

## Production

### Album CD
- France - 1993 : Chêne Music 162042.
- Allemagne - 1993 : Arcade/Mint Records 88 001 83.
- Russie - 1995 : ADA Sound/Mint Records 01001.

### Cassette
- France - 1993 : Chêne 164042

### Singles extraits de l'album

#### 45 Tours
- Belgique - 1992 : "Fantasy Face" (Long Version) / "Fantasy Face".

#### Maxi 45 Tours
- Belgique - 1992: "Fantasy Face" (Instrumental) / " Fantasy Mysterious" (Long Version) / "Fantasy Mysterious" (House Mix) (référence Indisc DID 128450)

#### Maxi CD
- Allemagne - 1992 : "Fantasy" (Long Version) / (Instrumental) / "Fantasy Mysterious" (Long Version) / "Fantasy Mysterious" (House Mix) (Référence ZYX Music ZYX 7105-8)
- France - 1992 : "Fantasy" (Long Version) / (Mysterious Mix) / (Mysterious Single) / "Follow Me" (1993 Re-Recording) (Référence Chêne Music 163 042)